# Musiivka, Horol
Musiivka (în ucraineană Мусіївка) este localitatea de reședință a comunei Musiivka din raionul Horol, regiunea Poltava, Ucraina.

## Demografie
Componența lingvistică a localității Musiivka
     Ucraineană (96,41%)
     Rusă (2,11%)
     Belarusă (1,27%)
Conform recensământului din 2001, majoritatea populației localității Musiivka era vorbitoare de ucraineană (96,41%), existând în minoritate și vorbitori de rusă (2,11%) și belarusă (1,27%).